# Полушкино (Раменский муниципальный округ)
Полу́шкино — деревня в Раменском муниципальном округе Московской области. Ранее входила в состав сельское поселение Вялковское. Население — 222 чел. (2010).

## Название
Название связано с некалендарным личным именем Полушка или с производной формой одного из календарных имён с началом Пол-: Полидор, Полиевкт, Поликарп и др..

## География
Деревня Полушкино расположена в северной части Раменского района, примерно в 13 км к северо-западу от города Раменское. Высота над уровнем моря 136 м. К северу от деревни протекает река Вьюнка. В деревне 8 улиц и 1 проезд. Ближайший населённый пункт — село Зюзино.

## История
В 1926 году деревня входила в Копнинский сельсовет Васильевской волости Богородского уезда Московской губернии.
С 1929 года — населённый пункт в составе Реутовского района Московского округа Московской области. 20 мая 1930 года деревня передана в Ухтомский район. С 1960 года в составе Раменского района.
До муниципальной реформы 2006 года Полушкино входило в состав Вялковского сельского округа Раменского района.

## Население
| 1926 | 2002 | 2010 |
| ---- | ---- | ---- |
| 145  | ↗278 | ↘222 |

В 1926 году в деревне проживало 145 человек (62 мужчины, 83 женщины), насчитывалось 35 крестьянских хозяйств. По переписи 2002 года — 278 человек (131 мужчина, 147 женщин).